# 銀複齒脂鯉
銀複齒脂鯉為輻鰭魚綱脂鯉目二列齒琴脂鯉科的其一種。

## 分布
该种魚分布於非洲剛果河流域。

## 特徵
该种魚體健壯，身體顏色為深銀灰色，腹部粉紅。大鱗片排列錯落有致，腹鰭、臀鰭和尾鰭為深灰色，背鰭有一大片黑色。尾鰭呈深叉狀，尾鰭鰭葉尾端呈圓形。體長可達20公分。

## 生態
该种魚棲息在雨林的溪流中，性情溫和，喜群游，屬草食性。

## 經濟利用
為觀賞性魚類。